# Ilsemarie Meyer
Ilsemarie Meyer (* 27. März 1953 in Wulmstorf) ist eine deutsche Juristin, Richterin und Gerichtspräsidentin im Ruhestand. Von 2008 bis zu ihrer Pensionierung 2019 war sie Präsidentin des Oberverwaltungsgerichts der Freien Hansestadt Bremen, von 2011 bis 2019 stand sie zudem an der Spitze des Staatsgerichtshofs der Freien Hansestadt Bremen.

## Vita
Ilsemarie Meyer kommt aus einer Familie mit einem Landgasthof. Nach dem Abitur in Verden (Aller) 1971 studierte Ilsemarie Meyer Rechtswissenschaften an der Philipps-Universität Marburg. Das Studium schloss sie im Februar 1977 mit der Ersten Juristischen Staatsprüfung ab. Danach war sie von 1977 bis 1979 Referendarin im Bezirk des Hanseatischen Oberlandesgerichts Bremen. Vier Monate ihres Referendariats verbrachte sie im deutsch-kanadischen Büro der Industrie- und Handelskammer in Toronto.
Im Februar 1980 trat sie als Richterin auf Probe beim Verwaltungsgericht Oldenburg ihren Dienst in der Niedersächsischen Verwaltungsgerichtsbarkeit an. Im Februar 1983 wurde sie zur Richterin auf Lebenszeit ernannt. Von September 1990 bis Juni 1991 war Ilsemarie Meyer im Geschäftsbereich des Bremischen Senators für Justiz und Verfassung beim Verwaltungsgericht Bremen tätig. Mit der Ernennung zur Richterin am Niedersächsischen Oberverwaltungsgericht in Lüneburg am 1. Juli 1991 kehrte die Juristin in die niedersächsische Verwaltungsgerichtsbarkeit zurück. Dort wurde sie am 5. Juni 1998 zur Vorsitzenden Richterin ernannt. Sie führte den 10. Senat des Niedersächsischen Oberverwaltungsgerichts, der schwerpunktmäßig mit dem Kommunal- und Landwirtschaftsrecht sowie dem landwirtschaftlichen Subventionsrecht befasst ist, und den 15. Senat (Flurbereinigungsgericht). Am 22. August 2005 wurde Ilsemarie Meyer zur Vizepräsidentin des Oberverwaltungsgerichts befördert. Im November 2008 wurde sie Präsidentin des Oberverwaltungsgerichts der Freien Hansestadt Bremen. 2018 entschied das Oberverwaltungsgericht unter ihrer Leitung, dass Bremen einen Teil der Kosten für den Einsatz von Polizeikräften bei Hochrisikospielen an die DFL weiterleiten dürfe. 2019 bestätigte das Bundesverwaltungsgericht im Wesentlichen diesen Rechtsstandpunkt.
2011 wurde Ilsemarie Meyer zudem Präsidentin des Staatsgerichtshofs der Freien Hansestadt Bremen. Unter ihrer Leitung stoppte 2014 der Staatsgerichtshof einen Gesetzentwurf, nach dem EU-Ausländer in Bremen erstmals in Deutschland an Landtagswahlen hätten teilnehmen dürfen. Das widerspreche der Bremischen Landesverfassung und sei auch nicht vereinbar mit dem Grundgesetz.
2004 übernahm sie zudem als von Manfred-Carl Schinkel das Amt als Präsidentin des Rechtshofes der Konföderation evangelischer Kirchen in Niedersachsen. Sie ist zudem stellvertretende juristische Beisitzerin des Verfassungsgerichtshofes der Evangelischen Kirche in Deutschland.
Meyer ging zum 1. Juli 2019 in den Ruhestand.
im Januar 2021 wurde sie Mitglied der Expertenkommission, die die Arbeit des Verfassungsschutzes in Mecklenburg-Vorpommern durchleuchten soll. Hintergrund sind Versäumnisse der Behörde nach dem Anschlag des Attentäters Anis Amri auf dem Berliner Breitscheidplatz.

## Ämter und Mitgliedschaften
- Beiratsmitglied der Juristischen Gesellschaft Bremen e. V.[9]
- Mitherausgeberin der Zeitschrift für Öffentliches Recht in Norddeutschland[10]

## Veröffentlichungen (Auswahl)
- Mitautorin bei: Andreas Fischer-Lescano, Alfred Rinken, Karen Buse (Hrsg.): Verfassung der Freien Hansestadt Bremen. Handkommentar. Nomos Verlag 2016, ISBN 978-3-8487-1440-7.